# Le Dernier Coyote
Le Dernier Coyote (The Last Coyote, dans l'édition originale en anglais américain) est un roman policier de Michael Connelly, paru en 1995. C'est le quatrième roman mettant en scène le personnage d'Harry Bosch.

## Résumé
Harry Bosch traverse une période difficile : Sa petite-amie est partie, un séisme l'empêche de retourner chez lui à L.A., il se tourne vers l'alcool et, pour ajouter à ses malheurs, il a été mis à la porte du LAPD pour avoir attaqué son supérieur. Obligé de participer à une psychothérapie pour réintégrer le service et apprendre à contrôler ses éclats de violence, Bosch se remémore alors le traumatisme le plus important de sa jeunesse et entreprend la quête la plus éprouvante de son existence : celle qui pourrait éventuellement dévoiler l'identité du tueur de sa mère, abattue alors qu'il n'avait que onze ans. Mais comment la fureur de Bosch pourrait-elle se calmer lorsqu'il découvre que les enquêteurs de l'époque ont négligé le travail et que la hiérarchie a étrangement étouffé l'affaire ?

## Personnages
Hieronymus « Harry » Bosch : Inspecteur au LAPD à la Division des homicides à Hollywood, temporairement suspendu après avoir agressé son supérieur.
- Marjorie Lowe : Mère de Bosch, ancienne prostituée, retrouvée assassinée quand Bosch était enfant.

- Carmen Hinojos : Psychologue du LAPD chargée de l’évaluation psychiatrique de Bosch pendant sa suspension.

- Meredith Roman : Ancienne prostituée et amie proche de Marjorie Lowe.

- Jake McKittrick : Ancien inspecteur du LAPD aujourd’hui à la retraite, responsable de l’enquête initiale sur le meurtre de Marjorie Lowe.

- Arno Conklin : Ancien procureur de Los Angeles, figure politique influente.

- Gordon Mittel : Avocat lié à Conklin et au pouvoir municipal.

- Harvey Pounds : Lieutenant du LAPD et supérieur hiérarchique de Bosch.

- Jerry Edgar : Partenaire de Bosch.

- Keisha Russell : Journaliste au Los Angeles Times enquêtant sur les ramifications politiques du dossier Lowe.

- Monte Kim : Ancien journaliste du Los Angeles Times ayant couvert l'affaire Marjorie Lowe dans les années 1960.

- Jasmine Corian : Artiste peintre vivant en Floride, avec qui Bosch entame une brève relation au cours de son enquête.

## Contexte et chronologie
Dans Le Dernier Coyote, quatrième roman de la série, Harry Bosch est placé en congé administratif forcé à la suite d’un accès de violence dans un commissariat de Los Angeles. Ce point de rupture, situé après les événements de La Blonde en béton, marque une bascule introspective pour le personnage, contraint de suivre une thérapie obligatoire tout en étant temporairement déchargé de ses fonctions.
C’est dans ce contexte que Bosch décide de rouvrir l’enquête sur le meurtre non résolu de sa mère, Marjorie Lowe, prostituée assassinée dans les années 1960. Jusqu’alors évité ou à peine évoqué dans les précédents romans, ce « cold case » devient ici l’élément central du récit, offrant une plongée dans les origines sociales, psychologiques et institutionnelles du personnage.
Ce roman se distingue par un ton plus introspectif, centré sur l’histoire personnelle de Bosch et ses rapports ambivalents avec l’autorité, la mémoire familiale et la justice. Le titre, Le Dernier Coyote, évoque l’idée d’un homme solitaire et en voie de disparition, figure emblématique du détective confronté à un système qu’il ne reconnaît plus.
Plus encore que dans les romans précédents, Connelly s’inspire de l’histoire réelle du LAPD et des tensions structurelles internes à la police de Los Angeles pour ancrer son récit dans une atmosphère réaliste. L’enquête sur la mort de la mère de Bosch permet d’aborder les pratiques des services de police dans les années 1960, leur opacité, ainsi que la reproduction de logiques de classe et de genre dans l’institution.
Dans Le Dernier Coyote, Harry Bosch traverse une période de crise majeure. À la suite d’une altercation violente avec son supérieur Harvey Pounds, il est placé en congé obligatoire et sommé de suivre une thérapie psychologique pour conserver son poste au LAPD.
Confronté à l’inaction professionnelle et poussé à l’introspection, Bosch décide de rouvrir de manière officieuse l’enquête sur le meurtre de sa mère, Marjorie Lowe, assassinée en 1961 alors qu’il n’avait que onze ans. Cette affaire, longtemps classée sans suite, l’a profondément marqué, notamment en raison de l’inaction de la police à l’époque.
En enquêtant seul, Bosch revisite les archives du LAPD, interroge les anciens enquêteurs et remonte les pistes négligées, révélant un tissu complexe de corruption, de silences institutionnels et de secrets personnels. Il découvre que plusieurs figures de l’époque — avocats, policiers et politiciens — étaient liés d’une manière ou d’une autre à l’affaire.
Durant cette période, Bosch vit seul dans sa maison de Los Angeles, partiellement détruite par le tremblement de terre de Northridge en 1994, et désormais déclarée inhabitable. Ce décor en ruine, qu’il refuse d’abandonner, reflète son état psychologique instable et son isolement.
Au cours de cette enquête, Bosch apprend que son père biologique pourrait être Michael Haller Sr., un éminent avocat de la défense de Los Angeles, aujourd’hui décédé. Cette révélation crée un lien familial inattendu avec Mickey Haller, demi-frère de Bosch, bien que ce dernier n’apparaisse pas dans ce roman.
Ce retour aux origines marque un tournant dans la trajectoire du personnage : pour la première fois, Bosch n’enquête pas pour le LAPD, mais pour lui-même. L’affaire devient personnelle, lui permettant d’affronter les blessures de son passé. La résolution du meurtre de sa mère agit comme une forme de clôture, à la fois symbolique et narrative, dans l’histoire du détective.

## Accueil critique
Le livre a été globalement bien accueilli par la critique, qui salue un tournant plus introspectif et personnel dans la série consacrée à Harry Bosch. Le roman est souvent perçu comme l’un des plus psychologiquement denses de Connelly, mettant en scène un détective en rupture non seulement avec son institution, mais aussi avec lui-même.
Le Chicago Tribune remarque que Connelly y explore « la vulnérabilité derrière le masque du flic dur », en approfondissant les racines émotionnelles de son personnage principal. Le journal insiste également sur la force narrative d’une enquête « qui se transforme en quête de rédemption ».
Selon The Guardian, ce quatrième roman est un tournant littéraire dans la série : « Connelly prend le risque de déstructurer le schéma habituel du roman policier pour livrer une véritable autopsie du passé de Bosch, dans une ville dont les fissures sont aussi profondes que celles de son personnage ».
La critique du New York Times évoque un polar maîtrisé, davantage tourné vers le développement du personnage que vers l’action : « Bosch, seul contre les fantômes du passé, livre une performance intérieure aussi troublante que captivante ».
Dans son analyse pour Publishers Weekly, la rédaction décrit un polar « finement construit », où l’énigme policière se double d’une dimension émotionnelle rarement atteinte dans les précédents volumes. Le style concis et efficace de Connelly y est mis en valeur.

## Éditions
Édition américaine
- (en) Michael Connelly, The Last Coyote, Boston, Little, Brown and Company, 1995, 383 p. (ISBN 978-0-3161-5390-4)

Éditions françaises
- Michael Connelly (trad. de l'anglais américain par Jean Esch), Le Dernier Coyote [« The Last Coyote »], Paris, Éditions du Seuil, coll. « Seuil policiers », 1999, 377 p. (ISBN 978-2-0202-8534-6)

Le roman à fait l'objet de sept rééditions en France.

## Livres audio
Une nouvelle traduction française du roman, réalisée par Jean Esch, a fait l'objet, en 2005 puis en 2006 de deux éditions successives sous forme de livre audio, dans une même narration d'Éric Herson-Macarel, d'une durée de 12 heures 30 minutes.

## Adaptation télévisée
Les saisons 2 et 4 de la série Harry Bosch des Studios Amazon sont en partie librement adaptée de ce roman,.

## Distinctions

### Prix
Le roman a été récompensé par un prix littéraires:
- Prix Dilys 1996[11]

### Nominations
Il a également été nommé pour trois autres prix littéraires:
- Prix Anthony 1996 du meilleur premier roman[12]
- Prix Hammett 1996[13]
- Prix Macavity 1996[14]